# Salvador Cardús

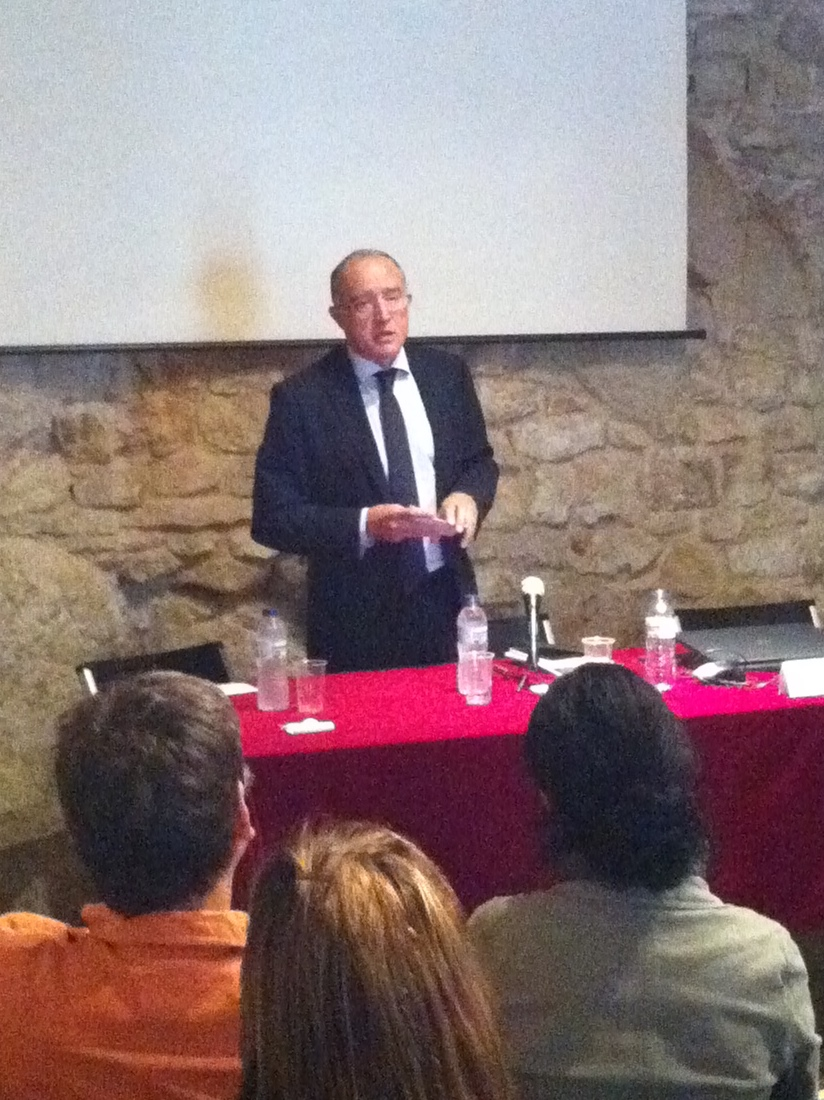
Salvador Cardús dando una conferencia en el Museo de Arte de Gerona en septiembre de 2011.

Salvador Cardús i Ros (Tarrasa, 12 de junio de 1954) es un sociólogo, periodista y escritor español.

## Biografía

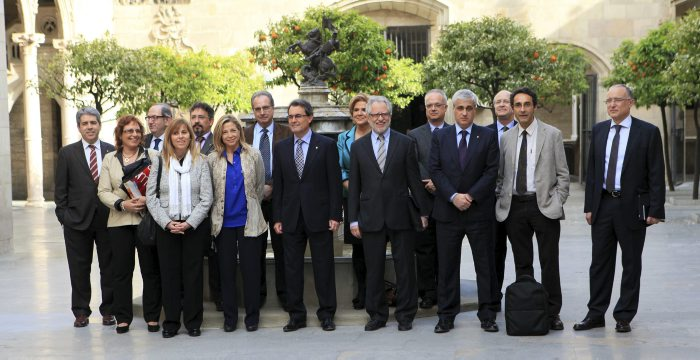
Imagen del Consejo Asesor para la Transición Nacional tras su constitución (abril de 2013)

Licenciado en Economía por la Universidad Autónoma de Barcelona, es doctor en Ciencias Económicas por la misma universidad (1981). Ha sido profesor visitante del Fitzwilliam College de la Universidad de Cambridge en 1993, investigador del Institute for European Studies de la Universidad Cornell (EE. UU.) en 2005 y del Queen Mary College de la Universidad de Londres en 2006. Ha sido profesor visitante de la Universidad Stanford en 2016. Actualmente es profesor titular de Sociología de la Facultad de Ciencias Políticas y Sociología de la UAB, de la que fue decano entre 2009 y 2011.
En septiembre de 2008 ingresó en la Sección de Filosofía y Ciencias Sociales del Instituto de Estudios Catalanes (IEC). En la actualidad forma parte del Consejo Asesor para la Transición Nacional (CATN) y del Consejo Asesor para la Reforma Horaria (CARH) de la Generalidad de Cataluña.
Es nieto del historiador y cronista local Salvador Cardús i Florensa.

## Actividad
Investigación
Como investigador ha trabajado en el campo de la sociología de la religión y de la cultura, el análisis de los medios de comunicación y también de las identidades nacionales. Entre sus trabajos de investigación destaca el libro Los catalanes del siglo XX, becado por el Instituto Europeo del Mediterráneo (2003-2005).
Publicista
Ha publicado numerosos artículos en revistas como Papeles, Sistema; Revista de Cataluña; Ideas; El Espejo; Diálogos; International Social Science Journal; Hermes; Human Rights Review, etc. 
Conferenciante
En el campo del análisis de los nacionalismos, ha participado en jornadas sobre el nacionalismo catalán a finales del siglo XX o del siglo XX. 
Periodista
En el campo del periodismo, ha sido subdirector del diario Avui (1989-1991) y ha colaborado regularmente con periódicos como Ara, La Vanguardia, Diario de Terrassa. Una parte de esta producción periodística fue recogida en el volumen Alguien sabe hacia dónde vamos? (1992). Entre 2005 y 2008 fue presidente de la Fundación de Audiencias de la Comunicación y la Cultura (Fundacc), que impulsó el Barómetro de la comunicación y la cultura en Cataluña.

### Principales libros publicados
- 2016 - Temps i poder
- 2010 - El camí de la independència
- 2009 - Tres metàfores per pensar un país amb futur
- 2008 - Barcelona, Terrassa, Tolosa de Llenguadoc. Un vell camí, un bell futur.
- 2005 - Terrassa. Entorns i camins
- 2005 - Els terrassencs del segle XX. Immigració, identitat i canvi
- 2003 - Ben educats. Defensa útil de les convencions, el civisme i l’autoritat
- 2003 - Informe Propostes d’intervenció per a la conciliació d’horaris familiars, escolars i laborals (completat amb l'edició del CD interactiu Amb temps. Pistes per aconseguir un bon ordre horari)
- 2001 - Estalvi, ciutat i progrés
- 2000 - El desconcert de l'educació (traduït a l'espanyol, el 2001 i el 2007)
- 1995 - Política de paper. Premsa i poder a Catalunya (1981-1992)
- 1985 - Saber el temps. El calendari i la seva significació a la societat moderna
- 1984 - Les enquestes a la joventut de Catalunya
- 1981 - Plegar de viure. Un estudi sobre els suïcidis

### Colaboración en obras colectivas
- 2014 - Espanya contra Catalunya: una mirada històrica 1714-2014
- 2010 - Ethnic Europe. Mobility, Identity and Conflict in a Globalized World
- 2009 - Treat or Trick? Halloween in a Globalized World
- 2008 - La immigració ara i aquí
- 2004 - Katalonien. Tradition und Moderne
- 2004 - El presente del Estado-Nación
- 2003 - Interculturalidad; interpretar, gestionar, comunicar
- 2000 - Nacionalisme. Debats i dilemes per a un nou mil·lenni
- 1999 - La mirada del sociòleg (traduït al castellà el 2003)
- 1998 - Taking Sides. Clashing Views on Controversial Issues in World Politics
- 1996 - Valors sota X
- 1994 - Formas modernas de religión
- 1990 - La política cultural europea
- 1989 - Catalunya 77-88

## Premios y reconocimientos
- 2009- Premio Midas de Periodismo por la defensa y la promoción de la lengua y la cultura catalana.[6]
- 2007 - Premio Joan Corominas.
- 1995 - Premio Serra i Moret de Civismo.
- 1994 - Premio Nacional de Periodismo.
- 1989 - Premio HOY de Periodismo.